# Fontaine des Tritons

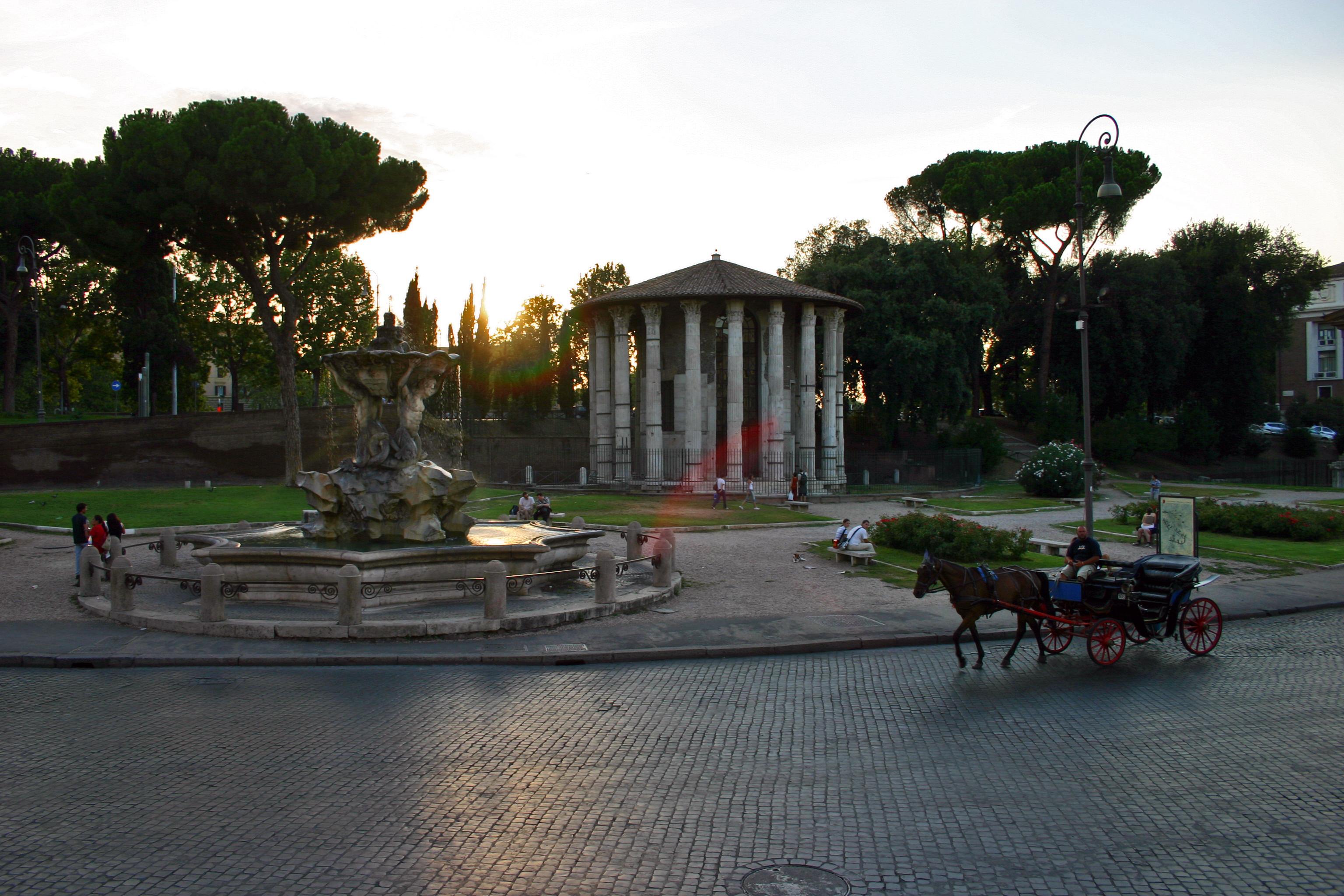
La fontaine des Tritons, devant le temple d'Hercule Vainqueur

La fontaine des Tritons est située à Rome, sur la Piazza della Bocca della Verità, en face de la basilique Santa Maria in Cosmedin. Elle a été construite en travertin en 1715. 

## Caractéristiques
La construction, depuis 1610, du dernier aqueduc de l'Acqua Paola n'avait pas éclipsé les deux construits quelques années plus tôt (l'Acqua Vergine en 1570 et l'Acqua Felice en 1587), et la possibilité d'ériger d'autres fontaines sur leurs branches qui avaient été construites pour une distribution d'eau plus répandue sur toute la ville. Une branche secondaire de l'Acqua Felice a également atteint la zone située juste au sud de l'île Tibérine, où, entre les monuments romains et médiévaux (l'arc des Argentari, l'arc de Janus, le temple d'Hercule Olivarius, le temple de Portunus et la basilique Santa Maria in Cosmedin), le pape Clément XI voulait qu'un monument soit construit à sa mémoire. En fait, la raison pour laquelle le pontife a voulu ériger la fontaine dans une zone peu habitée, plutôt imperméable et sujette aux inondations du Tibre n'a pas de raisons claires. Sa construction a en effet suscité plusieurs critiques chez ses contemporains pour le choix jugé peu adapté de son emplacement. 

## Evolutions
À l'origine, quatre masques jetaient de l'eau dans le bassin principal, éliminés au XIXe siècle peut-être en raison de la rareté de l'eau qui alimentait la fontaine et qui les aurait probablement laissés secs. La fontaine est en effet restée sèche pendant longtemps, mais ces dernières années, l'approvisionnement en eau a été rétabli, bien que plutôt rare. 
Les dernières restaurations remontent à 1994-1995 et 2010. 